# Jürg Schlup
Jürg Schlup (* 15. September 1955 in Bern) ist ein Schweizer Arzt. Von 2012 bis Ende Januar 2021 war er Präsident der Verbindung der Schweizer Ärztinnen und Ärzte (FMH).

## Leben
1981 legte Jürg Schlup das medizinische Staatsexamen an der Universität Bern ab und verfasste am dortigen Institut für Sozial- und Präventivmedizin seine Dissertation. 1988 erwarb er den Facharzttitel für Allgemeine Innere Medizin und 1996 einen Executive MBA in Unternehmensführung an der Hochschule St. Gallen. Während mehr als zwanzig Jahren war er als Hausarzt in einer Doppelpraxis tätig. Von 1983 bis 1987 leitete er die Sektion Bern des Verbands Schweizerischer Assistenz- und Oberärztinnen und ‑ärzte (VSAO), von 2001 bis 2010 präsidierte er die Ärztegesellschaft des Kantons Bern. 2012 wählte die Ärztekammer Schlup zum Präsidenten der Verbindung der Schweizer Ärztinnen und Ärzte (FMH) in Nachfolge von Jacques de Haller. 2020 trat er nicht zur Wiederwahl an und schied per Ende Januar 2021 aus dem Amt, auf ihn folgte Yvonne Gilli.
Jürg Schlup ist Mitglied der FDP. Er ist verheiratet und Vater von zwei erwachsenen Kindern.